# Nikon FM3A
Le Nikon FM3A est un appareil photographique reflex mono-objectif argentique commercialisé par la firme Nikon  à partir de 2001.

## Histoire
Si le Nikon FM10 de 1995 détonnait au milieu de ses contemporains argentiques et leurs boitiers plastiques truffés d'automatismes, six ans plus tard le FM3A est encore plus anachronique face aux reflex numériques qui commencent à monter en puissance (mais à des prix encore très élevés puisque le Nikon D1H testé dans le même numéro de Chasseur d'images est affiché à 42000 francs avec accu et chargeur contre 6500 francs pour le FM3A).

## Caractéristiques
Il s'agit d'un boitier reprenant l'apparence des appareils des années 1970 et prévu pour fonctionner en mode automatique ou en mode manuel en l'absence de piles. La gamme de vitesse en mode manuel s'étend de 1 seconde à 1/4000 s contre 8 secondes à 1/4000 s en mode automatique. L'obturateur est un plan focal à rideaux métalliques défilants verticalement.
L'exposition repose sur une cellule silicium mesurant à travers l'objectif (TTL). La mesure est globale avec une prépondérance au centre. Il n'y a pas de mesure spot ou de mesure matricielle. Il est possible de choisir une sensibilité manuellement en désactivant la lecture du codage DX.
La mise au point est manuelle et le viseur dispose d'un Stigmomètre et d'un anneau de microprismes pour assister la mise au point.

## Accessoires compatibles
- Objectifs Nikkor avec couplage AI et bague de mise au point.
- Moteur MD-12